# Ninna nanna de lu puparu/Lu sciccareddu 'mbriacu
Ninna nanna de lu puparu/Lu sciccareddu 'mbriacu è il 9° singolo di Domenico Modugno, pubblicato nel 1955.

## Il disco
Fu uno dei singoli di Modugno che ebbero meno successo durante il primo periodo del cantautore e quindi la versione originale di questo singolo è da considerarsi una rarità.
La prima canzone è una ninna nanna cantata da un burattinaio.
Lu sciccareddu 'mbriacu è la storia divertente di un asinello che non vuole camminare, anche se il padrone, arrabbiato, lo frusta, lo picchia e gli dà calci, finché non incontra un amico che gli suggerisce di dargli da bere un po' di vino, perché gli asini più il padrone si arrabbia e meno camminano, invece in questa maniera si dimentica di essere stato trattato male e cammina....solo che il padrone esagera, gli dà da bere un secchio intero di vino, ed alla fine l'asino ubriaco raglia per tutto il paese, sdraiandosi poi a terra e, alla fine, addormentandosi.